# ضاري بن طوالة
الشيخ ضاري بن برغش الطوالة هو شيخ عشيرة الطوالة من الأسلم من شمر. استلم مشيخة عشيرته الطوالة من الأسلم من شمر بعد وفاة والده شارك ضاري بن طوالة مع قوات حاكم الكويت الشيخ سالم المبارك الصباح في معركة الجهراء عام 1920 ضد قوات الإخوان  مقتلة على يد جرود العريمة من قبيلة حرب

## والدته
والدته هي جوزه بنت درويش العيادة وهم شيوخ الجحيش من الأسلم من قبيلة شمر وضاري بن طوالة لديه ولد واحد وهو محمد بن ضاري بن طوالة.